# Mark Zeuner

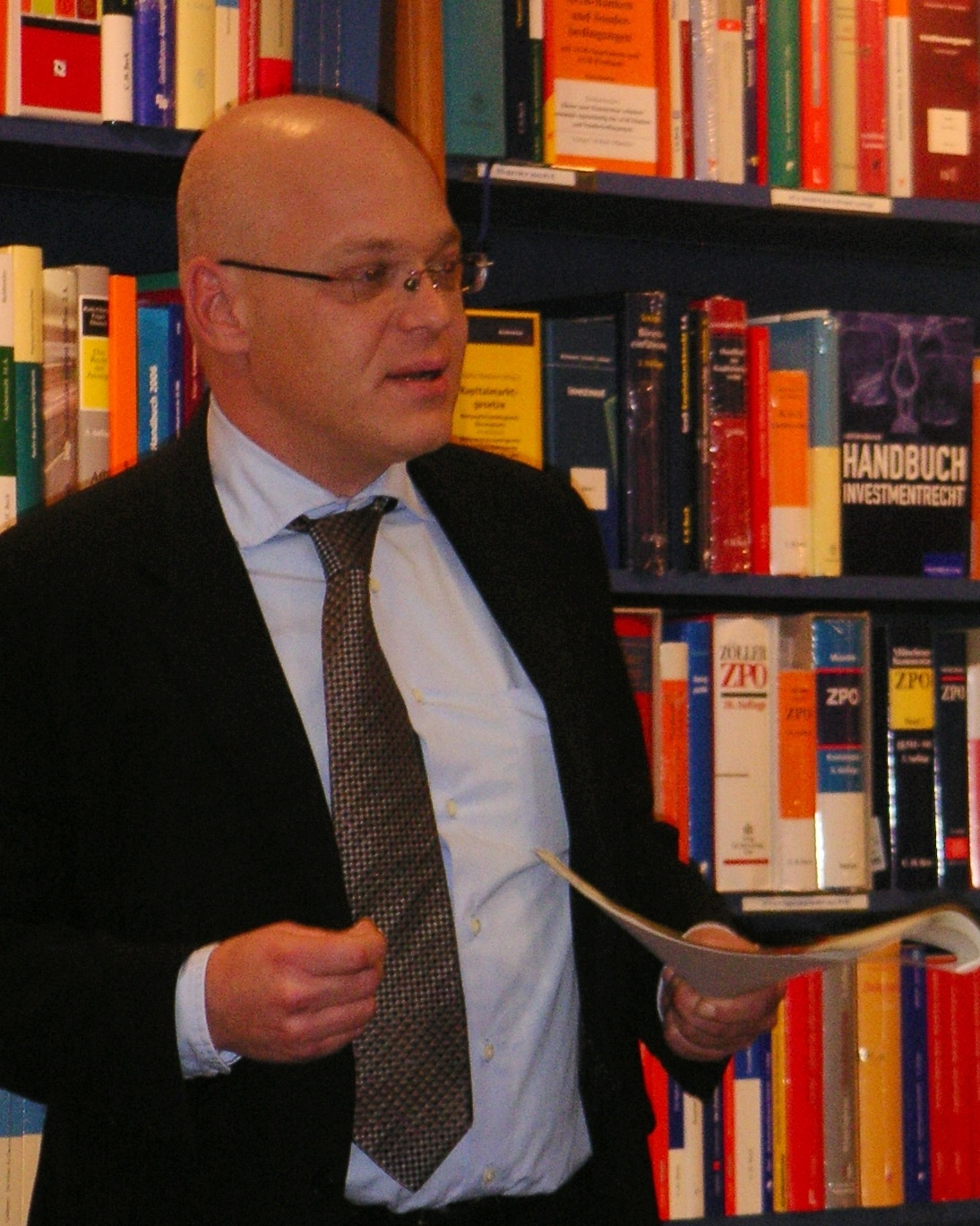
Mark Zeuner

Mark Zeuner (* 1964 in Hamburg) ist ein deutscher Rechtsanwalt, Insolvenzverwalter und Honorarprofessor an der Rechtswissenschaftlichen Fakultät der Christian-Albrechts-Universität zu Kiel.

## Leben
Zeuner wurde als ältester Sohn des Hamburger Architekten Friedhelm Zeuner geboren und studierte von 1985 bis 1990 Rechtswissenschaften in Hamburg, wo er auch das Referendariat absolvierte. Von 1990 bis 1992 war er wissenschaftlicher Mitarbeiter von Stefan Smid. 1992 wurde er an der Universität Hamburg mit der Dissertation Die Gesamtvollstreckungsordnung der fünf neuen Bundesländer: zugleich ein Beitrag zur gesamtdeutschen Insolvenzrechtsreform promoviert. Er war Gründungsgesellschafter der international tätigen Hamburger Rechtsanwaltssozietät „Wülfing Zeuner Rechel“, die im Jahr 2015 vom JUVE Verlag als „Kanzlei des Jahres für den Mittelstand“ ausgezeichnet wurde. 2018 wechselte Zeuner zur Rechtsanwaltsgesellschaft „Turner Rechtsanwälte“.
Zeuner ist Autor und Herausgeber wissenschaftlicher Abhandlungen, darunter gemeinsam mit Stefan Smid Mitherausgeber eines Kommentars zur Insolvenzordnung und eines Kommentars zur Gesamtvollstreckungsordnung, Autor eines Handbuchs zum Anfechtungsrecht in der Insolvenz und Mitherausgeber der „Schriften zum Deutschen, Europäischen und Internationalen Insolvenzrecht“ und der „Schriftenreihe des Centrum für Deutsches und Europäisches Insolvenzrecht“. 2011 wurde ihm auf Vorschlag der Rechtswissenschaftlichen Fakultät der Christian-Albrechts-Universität zu Kiel der Titel des Honorarprofessors verliehen.
Neben seiner Tätigkeit als Honorarprofessor an der Universität Kiel ist er Insolvenzverwalter und war in dieser Funktion insbesondere als Sanierer diverser Unternehmen tätig, so des VfB Lübeck im Rahmen eines Insolvenzplanverfahrens im Jahr 2010. 2011 wurde er von der Zeitschrift „Wirtschaftswoche“ zu den 25 besten Experten für Insolvenzrecht gekürt.

## Veröffentlichungen (Auswahl)
- Die Gesamtvollstreckungsordnung der fünf neuen Bundesländer, Diss. Köln 1992, ISBN 978-3814516110.
- Gesamtvollstreckungsordnung, Kommentar Baden-Baden 3. Aufl. 1996/97 hrsgg. v. Prof. Dr. St. Smid, ISBN 978-3789043888.
- Rattunde/Smid/Zeuner (Hrsg.), Kommentar zur Insolvenzordnung (InsO) Verlag W.Kohlhammer, Stuttgart 4. Aufl.2018, ISBN 978-3170258785.
- Die Anfechtung in der Insolvenz. Ein Handbuch – unter Einbezug des AnfG 1999. 2. Auflage München 2007. 318 Seiten, ISBN 978-3406526923.
- Leonhardt/Smid/Zeuner (Hrsg.), Internationales Insolvenzrecht: Europäische Insolvenzverordnung, Art. 102 u. 102a EGInsO, §§ 335 bis 358 InsO, ausgewählte Vorschriften der InsO, Verlag: Kohlhammer, 2. Auflage 2012, ISBN 978-3170220942.
- Leonhardt/Smid/Zeuner (Hrsg.), Insolvenzrechtliche Vergütungsordnung (InsVV), Verlag: Kohlhammer, 1. Auflage 2014, ISBN 978-3170222366.
- Klaus Pannen, Susanne Riedemann, Mark Zeuner (Hrsg.): Prozess als Wirklichkeit des Rechts. Festschrift für Stefan Smid zum 65. Geburtstag. Beck, München 2022, ISBN 978-3-406-77250-4.